# Andrea Canestri
Andrea Canestri (Alessandria, 1896 – Alessandria, 1959) è stato un giornalista, scrittore e poeta italiano.
Fu un continuatore, come giornalista, di un genere dialettale di tradizione del dialogo umoristico-satirico che affonda le radici nella poesia dialettale del Cinquecento. Suoi sono i personaggi di Burina e Michina, due popolane che con i loro dialoghi teatralizzano fatti e personaggi della vita locale.
La tradizione del genere offre diversi esempi su testate giornalistiche locali: nel 1900 sulle pagine del "Fra Tranquillo" compaiono i dialoghi di una contadina e una fruttivendola che nel 1905 diventano "Tonia e Geppa".
L'opera di Andrea Canestri si può riassumere in cinque principali ripartizioni:
- dialoghi dialettali umoristici (rubrica di "Burina e Michina");
- monologhi maccheronico-umoristici (rubrica di "Toni Fiss");
- favole poetiche;
- orazioni poetiche;
- canzoni dialettali.